# Hillsborough, New Hampshire
Hillsborough är en kommun (town) i Hillsborough County i New Hampshire i nordöstra USA med 6 011 invånare (2010). 

## Kända personer från Hillsborough
- David H. Goodell (1834–1915), guvernör
- Franklin Pierce (1804–1869), president

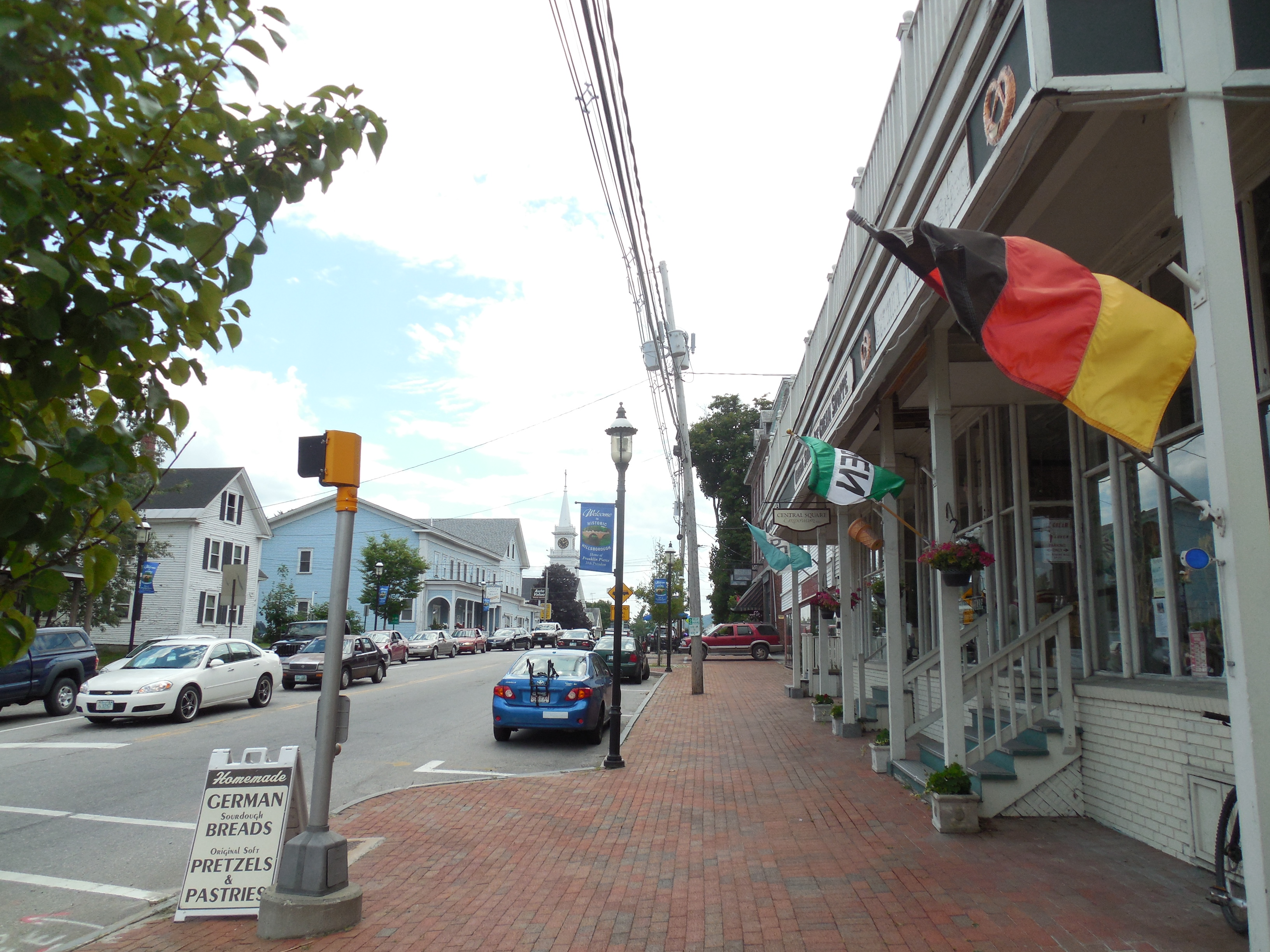
West Main Street i Hillsborough.